# Les Pipes
Pour plus de détails, voir Fiche technique et Distribution.
Les Pipes (Dýmky) est un film tchécoslovaque réalisé par Vojtěch Jasný, sorti en 1966.

## Synopsis
Les Pipes est un film à sketches.

## Fiche technique
- Titre : Les Pipes
- Titre original : Dýmky
- Réalisation : Vojtěch Jasný
- Scénario : Vojtěch Jasný et Adolf Hoffmeister (segment Dýmka lordova) d'après les histoires d'Ilja Ehrenburg
- Musique : Svatopluk Havelka
- Photographie : Josef Vanis
- Montage : Miroslav Hájek
- Société de production : Constantin Film et Filmové studio Barrandov
- Pays :  Tchécoslovaquie et  Autriche
- Genre : Comédie
- Durée : 85 minutes
- Dates de sortie : 
  - Tchécoslovaquie : 16 septembre 1966

## Distribution
- Walter Giller : George Randy
- Gitte Hænning : Mary Randy
- Juraj Herz : William Poker
- Václav Lohniský : le réalisateur
- Jaroslav Stercl
- Vivi Bak : Else
- Jana Brejchová : Lady Mary
- Karel Effa : le pasteur
- Josef Hlinomaz : Vetesník
- Vladimír Hrubý : Listonos
- Jan Kačer : John
- Stanislav Litera : l'assistant-réalisateur
- Waldemar Matuška : Marcello
- Vladimír Mensàk
- Richard Münch : Lord Edward
- Vít Olmer : Lord William
- Gerhard Riedmann : Kurt
- Oldrich Velen : Lékar

## Distinctions
Le film a été présenté en sélection officielle en compétition au Festival de Cannes 1966.